# Hypsiboas polytaenius
Hypsiboas polytaenius är en groddjursart som först beskrevs av Cope 1870.  Hypsiboas polytaenius ingår i släktet Hypsiboas och familjen lövgrodor. IUCN kategoriserar arten globalt som livskraftig. Inga underarter finns listade i Catalogue of Life.